# Beauquesne
Beauquesne är en kommun i departementet Somme i regionen Hauts-de-France i norra Frankrike. Kommunen är belägen cirka 27 km norr om Amiens där vägarna D23 och D31 möts i kantonen Doullens som tillhör arrondissementet Amiens. År 2022 hade Beauquesne 1 341 invånare.
Namnet kommer av den lokala dialekten "picards" ord för ek (quesne)

## Befolkningsutveckling
Antalet invånare i kommunen Beauquesne
| Referens: INSEE |